# Leopold Heine
Leopold Heine  (* 17. Juni 1870 in Köthen; † 23. April 1940 in Kiel) war ein deutscher Augenarzt.
Heine besuchte das Gymnasium in Köthen, studierte ab 1889 Medizin in Greifswald, Erlangen, Marburg und Halle und wurde 1894 in Erlangen promoviert (Über solide Ovarialtumore). 1898 habilitierte er sich in Marburg (Physiologisch-anatomische Untersuchungen über die Accommodation des Vogelauges) und wurde dort Assistenzarzt. 1899 wurde er Privatdozent und 1905 Titularprofessor für Augenheilkunde an der Universität Breslau und 1907 ordentlicher Professor für Augenheilkunde an der Universität Greifswald. 1907 wurde er ordentlicher Professor an der Universität Kiel und Direktor der Augenklinik. 1918/19 war er dort Dekan und 1935 wurde er emeritiert.
Er entwickelte eine Operation gegen den grünen Star (Cyklodialyse) und Kontaktlinsen.
Er war Autor in der Real-Encyclopädie der gesammten Heilkunde (4. Auflage).
1936 wurde er Mitglied der Leopoldina. 1916 wurde er Geheimer Medizinalrat.